# Marie-France Vignéras
Marie-France Vignéras (Caudéran, Gironda, 29 de julho de 1946) é uma matemática francesa, que trabalha com teoria dos números e geometria algébrica.
Foi palestrante convidada do Congresso Internacional de Matemáticos em Pequim (2002: Modular representations of p-adic groups and of affine Hecke algebras).
Em 2017 foi eleita membro da Academia Europaea.